# Пирогроздена киселина
Пирогроздена киселина или пируватна киселина (CH3COCOOH) е органична киселина и кетон, в същото време и най-простата кето-киселина. Като всяка киселина и пируватната дисоциира във вода и дава анион CH3COCOO−, известен като пируват. Пируватът е ключов метаболит в няколко метаболитни пътя.
Пируватът се получава от глюкоза по пътя на гликолизата. От там, той може да се използва за синтез на мастни киселини посредством ацетил-КоА; за синтез на някои аминокиселини като аланин; по пътя на глюконеогенезата за синтез на глюкоза и други въглехидрати.
При анаеробни условия от него се получава млечна киселина, например в мускулите или чрез процес на ферментация, алкохол, при анаеробни микроорганизми.
Той е основният източник на енергия за клетките, която освобождава при окислението си в цикъла на Кребс при аеробни условия.

## Биохимия
Пируватът е важно съединение в биохимията. Той е продукт от анаеробния катаболизъм на глюкозата известен като гликолиза. Една молекула глюкоза се разделя на две молекули пируват, който впоследствие става източник на енергия посредством два пътя. Трансформиране на пирувата до ацетил-КоА, който е първия метаболит от дълга редица реакции известни като цикъл на Кребс (цикъл на лимонената киселина или цикъл на трикарбоновите киселини). Пируватът може да се конвертира и до оксалацетат, последния компонент от цикъла на Кребс, който може да се използва и за синтез на глюкоза по пътя на глюконеогенезата.

### Получаване на пируват при гликолиза
При гликолиза, фосфоенолпируватът (PEP) се конвертира до пируват от ензима пируват киназа. Тази реакция е силно екзергонична и необратима. В процеса на глюконеогенеза се използват два ензима пируват карбоксилза и фосфоенолпируват карбоксикиназа, за да трансформират обратно пирувата до PEP.
| Фосфоенолпируват | пируват киназа | пируват киназа | Пируват |
|                  |                |                |         |
| АДФ              | АТФ            |                |         |
|                  |                |                |         |
|                  |                |                |         |
|                  |                |                |         |
|                  |                |                |         |

### Декарбоксилиране на пируват до ацетил-КоА
Декарбоксилиране на пируват от пируват дехидрогеназен комплекс до ацетил-КоА.
| Пируват    | пируват дехидрогеназен комплекс | пируват дехидрогеназен комплекс | Ацетил-Коа |
|            |                                 |                                 |            |
| КоА + НАД+ | CO2 + НАДН + H+                 |                                 |            |
|            |                                 |                                 |            |
|            |                                 |                                 |            |
|            |                                 |                                 |            |
|            |                                 |                                 |            |

### Карбоксилиране на пируват до оксалацетат
Карбоксилирането на пируват води до образуването на оксалацетат.
| Пируват   | пируват карбоксилаза | пируват карбоксилаза | оксалацетат |
|           |                      |                      |             |
| АТФ + CO2 | АДФ + Pi             |                      |             |
|           |                      |                      |             |
|           |                      |                      |             |
|           |                      |                      |             |
|           |                      |                      |             |

### Трансаминиране при синтеза на аланин
| Пируват  | аланин трансаминаза | аланин трансаминаза | Аланин |
|          |                     |                     |        |
| глутамат | α-кетоглутарат      |                     |        |
|          |                     |                     |        |
| глутамат | α-кетоглутарат      |                     |        |
|          |                     |                     |        |
|          |                     |                     |        |

### Редуциране до лактат (млечна киселина)
Редукция на пирувата чрез лактат дехидрогеназа до млечна киселина.
| pyruvate | лактат дехидрогеназа | лактат дехидрогеназа | млечна киселина |
|          |                      |                      |                 |
| НАДН     | НАД+                 |                      |                 |
|          |                      |                      |                 |
| НАДН     | НАД+                 |                      |                 |
|          |                      |                      |                 |
|          |                      |                      |                 |